# 対戦アイドル麻雀ファイナルロマンス2
『対戦アイドル麻雀ファイナルロマンス2』は1995年4月にビデオシステムより発売された脱衣麻雀ゲーム。本作は、専用筐体を使用せずに対戦格闘ゲームと同様の通信対戦が可能となった最初の脱衣麻雀である。

## 概要
『アイドル麻雀ファイナルロマンス』シリーズ第2作。第一作は実在の人気アイドルをモデルにしたリアルタッチのグラフィックだったが、後に肖像権関連の法律が厳格化した事が影響した事もあり、今作以降は対戦相手の女の子がアニメ調のグラフィックで表示されるようになった。
プレイヤーが和了ると相手の脱衣シーンが見られる。三回和了るか、相手をハコテンにするとステージクリア。次の相手との対局となる。対局前には獲得点数に応じた資金で様々なアイテムを購入することが可能。牌交換できるものや相手の和了を無効にするものなど、対局を有利にすることができる。
七対子は50符1飜、小三元は3飜（三元牌を含まず）、四暗刻単騎待ちはダブル役満扱いとなっている。

## 通信対戦
通信対戦を選び、まだプレイヤーがいない場合はエントリー待ち状態となる。既にプレイヤーがいる場合は乱入対戦を申し込む。乱入対戦の場合は対戦を拒否することもできる。3本勝負（親が上がった場合でも次局に進む）であり、相手の持ち点を0以下にするか終了時に相手より持ち点が高ければ勝ちとなる。引き分けの場合は延長戦になるが延長戦でも勝負がつかない場合は両方ゲームオーバーとなる。
1局終了時、ある程度以上の得点差が付いている場合は負けている側にアイテムが与えられる。得点差が大きいほどアイテムも強力になるのでその分逆転が狙える。

## 登場キャラクター
☆はキャラクターデザイン『GENSHO』、★はキャラクターデザイン『よろず壱』
- 一人目：布川ミク☆（声：西村ちなみ）
  - 12月22日生まれ。18歳。O型。158センチ、B93W62H88。趣味：お菓子作り・お風呂に入ること。彼氏イナイ歴：18年「彼氏なんてまだ早いです！」[5]
- 二人目：浅倉麗奈☆（声：高田由美）
  - 11月7日生まれ。20歳。AB型。161sセンチ、B83W58H87。趣味：パチンコ・ショッピング（光りもの）。彼氏イナイ歴：30分「私の理想は高いのよ！」[6]
- 三人目：伊藤えみり★（声：篠原恵美）
  - 3月18日生まれ。18歳。A型。155センチ、B80W56H83。趣味：カラオケ・麻雀・小物集め。彼氏イナイ歴：6ヶ月「半年前にロンドンから帰ってきたの。」[7]
- 四人目：中条瞳☆（声：兵藤まこ）
  - 5月10日生まれ。20歳。B型。160センチ、B82W59H87。趣味：下着集め・友達と飲みに行くこと。彼氏イナイ歴：2年「友達は多いんだけどネ・・・」[8]
- 五人目：槙原博美★（声：高田由美）
  - 9月23日生まれ。18歳。B型。158センチ、B80W58H83。趣味：夜遊び・旅行（国内中心）。彼氏イナイ歴：？？年「パパはうちのガッコの校長なんだ。」[9]
- 六人目：池谷まりの★（声：篠原恵美）
  - 8月2日生まれ。18歳。A型。168センチ、B85W63H88。趣味：スポーツ（陸上系)・ツーリング。彼氏イナイ歴：18年「男なんかには用はない！」[10]
- 七人目：流川冴耶☆（声：兵藤まこ）
  - 9月13日生まれ。25歳。B型。163センチ、B85W57H86。趣味：ゴルフ・読書（経済学）。彼氏イナイ歴：3ヶ月「3ヶ月前に別れてから仕事一筋。」[11]
- 八人目：宇都宮ゆか☆（声：西村ちなみ）
  - 4月22日生まれ。18歳。O型。158センチ、B83W60H88。趣味：TVゲーム（特に格闘ゲーム）。彼氏イナイ歴：18年「格闘ゲームのキャラが恋人」[12]
- 九人目：須藤有紀★（声：久野くみこ）
  - 1月24日生まれ。20歳。AB型。160センチ、B85W57H86。趣味：スキューバーダイビング・スキー。彼氏イナイ歴：企業秘密！「アイドルは秘密が多いものよ！」[13]

## イカサマアイテム
- Ａ:牌交換シール - 配牌を見た後で使うかどうか選択できる。配牌の一部または全部を交換できる。1000G
- Ｂ:VR透視ゴーグル - 配牌を見た後または牌交換チャンスを使った後で使うかどうか選択できる。対戦相手の手牌が透視できる。3000G
- Ｃ:ドリーム海底くじ - プレイヤーが聴牌で流局すると使うかどうか選択できる。1/3の確率であたり牌を引ける。海底撈月の一翻も付く。5000G
- Ｄ:ツミコミンVドリンク - 配牌を見る前に使うかどうか選択できる。配牌が良くなる。
  - LV.A:役牌積み込み。8000G
  - LV.B:七対子積み込み。LV.Aを持っていることを前提にさらに10000G支払うと手に入る。計18000G
  - LV.C:三色同順積み込み。LV.Bを持っていることを前提にさらに14000G支払うと手に入る。計32000G
  - LV.D:混一色積み込み。LV.Cを持っていることを前提にさらに18000G支払うと手に入る。計50000G
  - LV.E:清一色積み込み。LV.Dを持っていることを前提にさらに26000G支払うと手に入る。計76000G
  - LV.?:役満積み込み。LV.Eを持っていることを前提にさらに42000G支払うと手に入る。計118000G
- Ｅ:ドラ出の小槌 - プレイヤーが和了したとき使うかどうか選択できる。まだ開いていない槓ドラがあればすべて開く（乗るとは言ってない）。10000G
- Ｆ:メガトン立直棒 - リーチを掛けるとき使うかどうか選択できる。99%の確率で一発自摸。10000G
- Ｇ:緊急脱出ロケット - 対戦相手が和了すると自動で発動する。その局を無かったことに。35000G
- Ｈ:スコア転送パイプ - 配牌を見る前に使うかどうか選択できる。対戦相手の持ち点をプレイヤー側に転送し、両者の持ち点を平均化する。50000G

（）

## 関連商品

### ゲームソフト
- セガサターン用 
  - 『アイドル麻雀ファイナルロマンス2』 （1995年8月11日、アスク講談社）- 通信対戦モードがオミットされている他、打牌選択時の制限時間がなくなっている。また、全面クリア時におまけモードが追加される。
- ネオジオCD用 
  - 『アイドル麻雀 ファイナルロマンス2』（1995年8月25日、ビデオシステム） - 同機種としては珍しく女性の乳房が露出している、そのためパッケージには「推奨年齢：18才以上対象」が記されている。
- 3DO用 
  - 『アイドル麻雀ファイナルロマンス2 HYPER EDITION』（1996年1月19日、アンフィニ・エンタテイメント・テクノロジ）
- Nintendo Switch用 
  - 『アイドル麻雀ファイナルロマンス2』（2021年4月28日、シティコネクション）[2]
- Windows 10/11用[15]
  - 『アイドル麻雀 ファイナルロマンス2･R･4 Special』（2023年8月25日、DMM GAMES）
  - 『アイドル麻雀 ファイナルロマンス2・R・4 Special 特装版』（2023年8月25日、DMM GAMES）

### 出版
以下はクレーンゲームの景品（非売品）。一冊当たり5人の作家の作品を収録するオムニバス。
- 『アイドル麻雀 ファイナルロマンス2 Vol.1』ビデオシステム〈コミック倶楽部〉、1996年。
- 『アイドル麻雀 ファイナルロマンス2 Vol.2』ビデオシステム〈コミック倶楽部〉、1996年。
- 『アイドル麻雀 ファイナルロマンス2 Vol.3』ビデオシステム〈コミック倶楽部〉、1996年。
- 『アイドル麻雀 ファイナルロマンス2 Vol.4』ビデオシステム〈コミック倶楽部〉、1996年。
- 『アイドル麻雀 ファイナルロマンス2 Vol.5』ビデオシステム〈コミック倶楽部〉、1996年。

### その他
セル倶楽部というゲームの景品として、アセテートのセルに印刷したセル画（全18種。すべての登場人物について少なくとも1種）が製造された